# Snowboarden op de Olympische Jeugdwinterspelen 2012 - Halfpipe mannen
De halfpipe voor de mannen bij het snowboarden op de Olympische Jeugdwinterspelen 2012 vond plaats op 14 en 15 januari 2012. De Amerikaan Ben Ferguson won het goud.
27 snowboarders uit 18 landen namen deel.

## Uitslag

### Kwalificatie
Uit elke kwalificatiegroep gingen de beste drie rechtstreeks door naar de finale (QF), de nummers vier tot en met negen gingen door naar de halve finale (QS).
Groep 1
| #  | Startnr. | Naam                       | Land | 1e run | 2e run | Beste | Q/- |
| -- | -------- | -------------------------- | ---- | ------ | ------ | ----- | --- |
| 1  | 8        | Taku Hiraoka               | JPN  | 91,75  | 95,00  | 95,00 | QF  |
| 2  | 2        | Sebbe de Buck              | BEL  | 76,75  | 45,50  | 76,75 | QF  |
| 3  | 3        | Nikita Avtaneev            | RUS  | 66,00  | 72,50  | 72,50 | QF  |
| 4  | 4        | Jan Kralj                  | SLO  | 65,50  | 69,00  | 69,00 | QS  |
| 5  | 14       | Hamish Bagley              | NZL  | 58,50  | 64,75  | 64,75 | QS  |
| 6  | 6        | Yannis Tourki              | FRA  | 62,50  | 39,00  | 62,50 | QS  |
| 7  | 5        | Sean Taylor                | NED  | 34,25  | 60,50  | 60,50 | QS  |
| 8  | 13       | Na Myung-Joo               | KOR  | 54,75  | 37,00  | 54,75 | QS  |
| 9  | 9        | Ivan Kardonov              | RUS  | 54,00  | 54,50  | 54,50 | QS  |
| 10 | 11       | Max Raymer                 | USA  | 47,00  | 48,50  | 48,50 |     |
| 11 | 10       | Ondrej Porkert             | CZE  | 41,50  | 47,50  | 47,50 |     |
| 12 | 12       | Roland Hörtnagl            | AUT  | 42,25  | 10,75  | 42,25 |     |
| 13 | 7        | Linus Birkendahl           | GER  | 40,25  | 21,00  | 40,25 |     |
| 14 | 1        | Philipp Wilhelm Kundratitz | AUT  | 31,25  | 18,00  | 31,25 |     |

Groep 2
| #  | Startnr. | Naam                 | Land | 1e run | 2e run | Beste | Q/- |
| -- | -------- | -------------------- | ---- | ------ | ------ | ----- | --- |
| 1  | 20       | Tim-Kevin Ravnjak    | SLO  | 89,25  | 93,00  | 93,00 | QF  |
| 2  | 21       | Ben Ferguson         | USA  | 88,00  | 33,75  | 88,00 | QF  |
| 3  | 16       | David Hablützel      | SUI  | 78,25  | 82,75  | 82,75 | QF  |
| 4  | 26       | Michael Ciccarelli   | CAN  | 53,25  | 78,75  | 78,75 | QS  |
| 5  | 17       | Johannes Höpfl       | GER  | 67,00  | 21,25  | 67,00 | QS  |
| 6  | 15       | Lucas Baume          | SUI  | 31,75  | 62,25  | 62,25 | QS  |
| 7  | 27       | Lewis Courtier-Jones | GBR  | 46,75  | 60,00  | 60,00 | QS  |
| 8  | 23       | Kalle Jarvilehto     | FIN  | 51,25  | 53,75  | 53,75 | QS  |
| 9  | 19       | Victor Habermacher   | FRA  | 52,50  | 29,00  | 52,50 | QS  |
| 10 | 18       | Manex Azula          | ESP  | 35,00  | 49,00  | 49,00 |     |
| 11 | 24       | Stef van Deursen     | BEL  | 44,50  | 47,50  | 47,50 |     |
| 12 | 22       | Tuomas Pohjonen      | FIN  | 47,25  | 45,00  | 47,25 |     |
| 13 | 25       | Ludvig Billtoft      | SWE  | 35,50  | 38,00  | 38,00 |     |

### Halve finale
De beste zes gaan door naar de finale (QF).
| #  | Startnr. | Naam                 | Land | 1e run | 2e run | Beste | Q/- |
| -- | -------- | -------------------- | ---- | ------ | ------ | ----- | --- |
| 1  | 26       | Michael Ciccarelli   | CAN  | 84,75  | 77,25  | 84,75 | QF  |
| 2  | 17       | Johannes Höpfl       | GER  | 80,25  | 21,50  | 80,25 | QF  |
| 3  | 4        | Jan Kralj            | SLO  | 76,00  | 67,50  | 76,00 | QF  |
| 4  | 6        | Yannis Tourki        | FRA  | 70,50  | 71,25  | 71,25 | QF  |
| 5  | 14       | Hamish Bagley        | NZL  | 40,50  | 68,50  | 68,50 | QF  |
| 6  | 5        | Sean Taylor          | NED  | 47,00  | 67,00  | 67,00 | QF  |
| 7  | 13       | Na Myung-Joo         | KOR  | 65,00  | 45,00  | 65,00 |     |
| 8  | 27       | Lewis Courtier-Jones | GBR  | 59,75  | 41,25  | 59,25 |     |
| 9  | 9        | Ivan Kardonov        | RUS  | 55,25  | 57,50  | 57,50 |     |
| 10 | 23       | Kalle Jarvilehto     | FIN  | 54,00  | 37,50  | 54,00 |     |
| 11 | 19       | Victor Habermacher   | FRA  | 36,25  | 35,75  | 36,25 |     |
| –  | 15       | Lucas Baume          | SUI  | DNS    |        |       |     |

### Finale
| #      | Startnr. | Naam               | Land | 1e run | 2e run | Beste |
| ------ | -------- | ------------------ | ---- | ------ | ------ | ----- |
| Goud   | 21       | Ben Ferguson       | USA  | 90,25  | 93,25  | 93,25 |
| Zilver | 20       | Tim-Kevin Ravnjak  | SLO  | 59,35  | 86,75  | 86,75 |
| Brons  | 8        | Taku Hiraoka       | JPN  | 55,75  | 84,25  | 84,25 |
| 4      | 26       | Michael Ciccarelli | CAN  | 74,50  | 84,00  | 84,00 |
| 5      | 16       | David Hablützel    | SUI  | 49,00  | 80,25  | 80,25 |
| 6      | 4        | Jan Kralj          | SLO  | 68,25  | 75,00  | 75,00 |
| 7      | 3        | Nikita Avtaneev    | RUS  | 74,25  | 70,25  | 74,25 |
| 8      | 17       | Johannes Höpfl     | GER  | 64,25  | 71,50  | 71,50 |
| 9      | 6        | Yannis Tourki      | FRA  | 63,00  | 57,25  | 63,00 |
| 10     | 14       | Hamish Bagley      | NZL  | 57,25  | 46,25  | 57,25 |
| 11     | 5        | Sean Taylor        | NED  | 49,25  | 39,00  | 49,25 |
| 12     | 2        | Sebbe de Buck      | BEL  | 33,50  | 24,00  | 33,50 |